# 单侧花
单侧花（学名：Orthilia secunda）为鹿蹄草科单侧花属下的一个种。